# آي أو إس 6
آي أو إس 6 هو الإصدار السادس للهواتف العاملة بنظام آي أو إس المصمم بواسطة أبل، وصدر في 19 سبتمبر 2012.